# Соловьёв, Владимир Стефанович
Владимир Стефанович (Степанович) Соловьёв (10 декабря 1935, Баку) — советский и российский киновед. Руководитель научной группы архивного кинотеатра «Иллюзион» в Москве.

## Биография
Родился 10 декабря 1935 года в Баку.  Учился в Бакинском мореходном училище по специальности штурман дальнего плавания. Из-за морской болезни по окончании училища вместо диплома получил справку с правом работы на суше.
В 1960 году поступил на киноведческий факультет Всесоюзного государственного института кинематографии (мастерская Николая Лебедева), который окончил в 1964 году. Экзамены за четвёртый курс сдавал экстерном, так как в 1963 году после прохождения производственной практики был зачислен на должность научного сотрудника Госфильмофонда СССР.
По поручению директора Виктора Привато занимался вопросами создания кинотеатра для демонстрации архивных фильмов. Организовывал выездные «вечера Госфильмофонда» на предприятиях и в учебных заведениях Москвы с участием актёров и режиссёров, а также показом фильмов из архивной коллекции. В 1965 году наконец было принято решение о создании специализированного кинотеатра, а в конце того же года вышло постановление о передаче в распоряжение Госфильмофонда кинотеатра «Знамя» в высотном здании на Котельнической набережной. 18 марта 1966 года в его помещении открылся кинотеатр «Иллюзион».
Владимир Соловьёв возглавил созданную при кинотеатре научную группу, которая занималась составлением репертуара, проведением лекций, «киноуниверситета» по истории кино и встреч кинематографистов со зрителями. Работал в кинотеатре более полувека. При нём «Иллюзион» стал «окном в мир мирового кинематографа» и сыграл значительную роль в знакомстве зрителей с классикой отечественного и зарубежного киноискусства.
Член Союза кинематографистов СССР, Союза кинематографистов России.